# Kárász Judit (fotóművész)
Kárász Judit (Szeged, 1912. május 21. – Budapest, 1977. május 30.) fotóművész.

## Élete

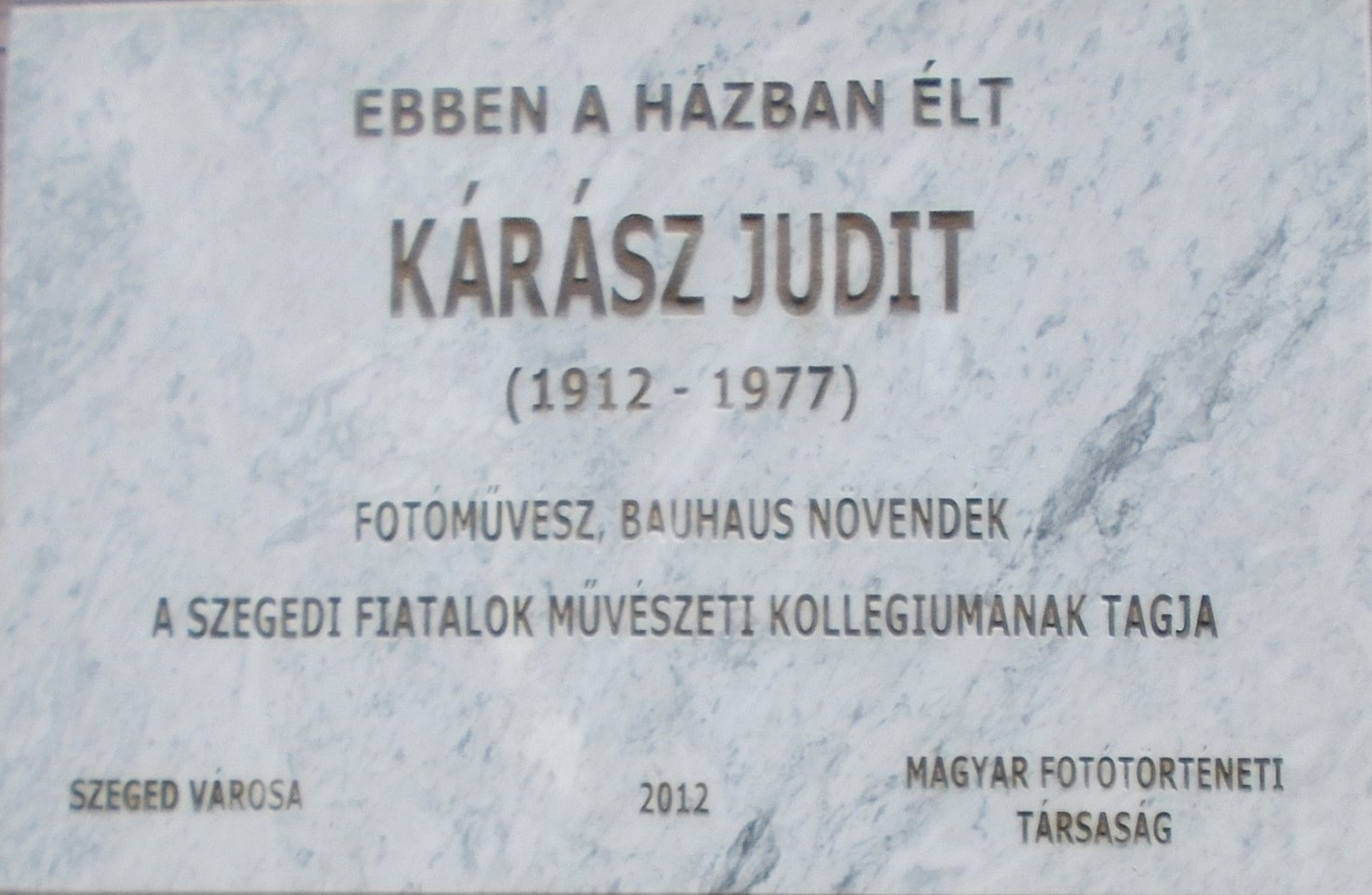
Emléktáblája Szegeden

Kárász (1908-ig Krausz) József kincstári vállalkozó, nagykereskedő és Szivessy Mária gyermekeként izraelita családban született. Apai nagyszülei Krausz Miksa földbérlő és Schlesinger Júlia, anyai nagyszülei Szivessy László (1852–1906) ügyvéd és Prosznitz Júlia voltak. 1930-ban az Árpád-házi Szent Erzsébet Leánygimnáziumban érettségizett. Utána Párizsban az École de la Photographie-ban tanult egy évet, majd 1931–32 között a dessaui Bauhaus növendéke lett. 
1932-től tagja a  Szegedi Fiatalok Művészeti Kollégiumának, a Szeged környéki tanyavilágban is fényképezett. 1932-1935 között a DEPHOT ügynökség fotólaborjának dolgozott Németországban. 1935-től tíz éven keresztül Dániában, Bornholm szigetén, egy művészbarátja tanyáján kétkezi munkát végzett. 1949-ben tért vissza Magyarországra, ahol múzeumi fényképészként dolgozott. 1977-ben Budapesten öngyilkosságot követett el.

## Munkássága
A szakma többnyire a szociofotó egyik úttörőjeként tartja számon, különösen ha korai, Szegeden és környékén a szegedi fiatalok szellemi műhelyének hatására készült felvételeit, vagy a háború előtti Berlin ipari tájainak, munkáséletének érzékeny képi dokumentumait rakjuk egymás mellé. Fotográfiáin valójában a kísérleti- és szociofotós gondolkodás és a Bauhaus-os konstruktivista látásmód egyaránt érvényesült.

## Külső hivatkozások
- Kárász Judit 100 kiállítás[halott link]
- Emléktábla Kárász Juditnak
- Szabó Magdolna írása a Mafot oldalán Archiválva 2017. március 26-i dátummal a Wayback Machine-ben
- A szegedi zsidóság és a fotográfia. Bäck Manci, Kárász Judit, Liebmann Béla, Müller Miklós; szerk. Tóth István, életrajzi vázlatok Apró Ferenc, Lengyel András, Szabó Magdolna; Múzeumi Tudományért Alapítvány, Szeged, 2014